# آلفا مانوزیدوز
آلفا مانوزیدوز  (به انگلیسی: Alpha-mannosidosis) (α-مانوزیدوز) نوعی از الیگوساکاریدوز است.

## علائم بالینی

### نوع شدید شیرخوارگی
- زمان تولد و دوره نوزادی: احتمالاً طبیعی.
- دوره شیرخوارگی: علائم آن مشابه موکوپلی ساکاریدوز شدید است. فتق ممکن است زودرس‌ترین علامت آن باشد. در بیمار یافته‌های صورت خشن، پوست کلفت، بزرگی کبد و بزرگی طحال، تنفس پر سر و صدا، ترشح از بینی یا عفونتهای مکرر تنفسی، بزرگی دور سر با برجستگی پیشانی، عقب ماندگی شدید ذهنی، اختلال شنوایی، تاخیر در تکامل تکلم، راه رفتن با پاهای باز، قوز، کدورت قرنیه و آب مروارید پشت عدسی مشاهده می‌شوند. وخامت سریع بیماری و مرگ بیمار بعلت ذات الریه بین 3 تا 10 سالگی رخ می‌دهد.

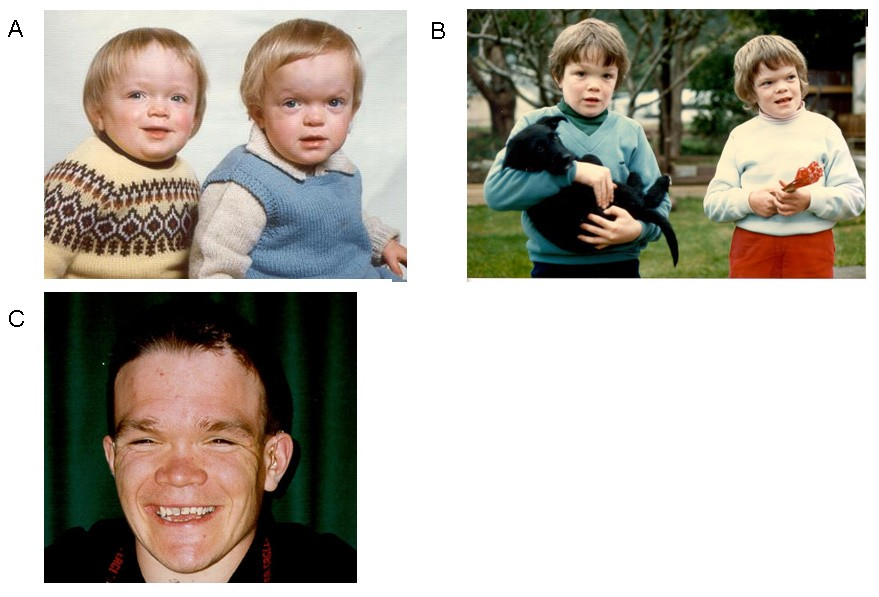
ویژگی های چهره در بیماران دچار آلفا مانوزیدوز

### نوع تدریجی کودکی
- دوره کودکی: در کمتر از ۱۰ سالگی با عقب ماندگی ذهنی و کری، قوز و اسکولیوز، التهاب تخریبی سینوویوم زانوها، هیدروسفالی و فلج اسپاستیک اندامهای تحتانی، پرخوری، اشکالات قلبی عروقی نظیر انقباض زودرس بطنی و کوتاه شدن فاصله PR در نوار قلب، عدم گرفتاری چشمها و بزرگی کبد و بزرگی طحال تظاهر می‌کند. ادامه زندگی بیمار تا بزرگسالی شایع است.

## نقص آنزیم
نقص در آنزیم آلفا مانوزیداز لیزوزومی.

## توارث ژنتیکی
اتوزومی مغلوب.

## میزان بروز
نادر.

## روش تشخیص
- بررسی آنزیم: در گلبولهای سفید و فیبروبلاستها.
- کروماتوگرافی لایه نازک ادرار: برای الیگوساکاریدها مثبت است.
- در مغز استخوان: وجود لنفوسیتها و نوتروفیلهای واکوئل دار.

## درمان
احتمالاً پیوند مغز استخوان یا پیوند سلولهای بنیادی خونی است که درمان آخری آسیبهای مغزی را هم بهتر می‌کند.

## آزمون تشخیص قبل از تولد
بررسی آنزیم در آمنیوسیتهای کشت شده یا نمونه پرز کوریونی.